# Kodadhal, Koppal
Kodadhal là một làng thuộc tehsil Koppal, huyện Koppal, bang Karnataka, Ấn Độ.